# لالة بجان
لالة بجان هي قرية في مقاطعة ورزقان، إيران. عدد سكان هذه القرية هو 259 في سنة 2006.